# Standing NATO Response Force Maritime Group 2
Standing NATO Response Force Maritime Group 2 of SNMG2 is ontstaan op 1 januari 2005 toen de toenmalige Standing Naval Force Mediterranean (STANAVFORMED) is veranderd in SNMG2. 
STANAVFORMED is op 30 april 1992 opgericht als opvolger van de tot dan moment actieve NATO Naval On-Call Force Mediterranean (NAVOCFORMED). NAVOCFORMED is meer dan twintig jaar actief geweest in het gebied in en om de Middellandse Zee.
SNMG2 is onderdeel van de NATO Response Force (NRF), wat inhoudt dat SNMG2 beschikbaar is voor NRF-operaties. Wanneer er geen NRF-operaties zijn, bestaan de activiteiten van SNMG2 net als haar voorganger uit patrouilleren en oefeningen.
SNMG2 functioneert niet met een vaste bezetting, noch leveren iedere keer dezelfde landen schepen voor SNMG2. Maar er zijn wel een aantal landen die vrijwel altijd schepen leveren voor SNMG2. Deze landen zijn:
- Duitsland
- Griekenland
- Italië
- Nederland
- Spanje
- Turkije
- Verenigd Koninkrijk
- Verenigde Staten

Naast deze landen leveren ook, op niet reguliere basis, andere NAVO-leden schepen voor SNMG2.